# Gackożer
Gackożer (Macheiramphus alcinus) – gatunek drapieżnego ptaka z rodziny jastrzębiowatych (Accipitridae), jedyny przedstawiciel rodzaju Macheiramphus. Występuje w Afryce Subsaharyjskiej, Azji Południowo-Wschodniej i na Nowej Gwinei. Nie jest zagrożony wyginięciem. Nazwa pochodzi od jego diety, która składa się głównie z nietoperzy. Do polowania potrzebuje otwartej przestrzeni, ale może żyć w różnych siedliskach, od gęstego lasu deszczowego po półpustynie.

## Morfologia
Gackożer to smukły, średniej wielkości ptak drapieżny, zwykle o długości około 45 cm. Ma długie skrzydła i sylwetkę przypominającą sokoła podczas lotu. Dorosłe osobniki są ciemnobrązowe lub czarne, z białą plamą na gardle i piersi, mają białą smugę nad i pod każdym okiem. Młode osobniki są brązowo cętkowane i mają bielsze upierzenie niż dorosłe.

## Systematyka

### Taksonomia
Gackożer jest jedynym przedstawicielem rodzaju Macheiramphus.
Historia nazwy rodzajowej jest problematyczna. Karol Lucjan Bonaparte opisał gackożera w 1850 roku, nadając mu nazwę Macheiramphus alcinus. Gerardus Frederik Westerman opisał go w 1851 roku pod nazwą Machaerhamphus alcinus i forma ta była używana przez ponad sto lat, ponieważ uważano, że została opublikowana w 1848 roku. W 1960 roku Herbert Girton Deignan wskazał, że pierwszy był Bonaparte, ale w 1979 roku Dean Amadon stwierdził, że Macheiramphus alcinus jest nazwą porzuconą. Richard Kendall Brooke i Phillip Clancey zauważają, że zachowanie młodszego synonimu wymaga specjalnego orzeczenia Międzynarodowej Komisji Nomenklatury Zoologicznej, którego Amadon nie uzyskał; podczas gdy Edward C. Dickinson argumentował, że wskrzeszenie nazwy przez Deignana w 1960 roku powinno pozostać w mocy, ponieważ wyprzedza pierwsze wydanie kodeksu w 1961 roku.

### Etymologia
Nazwa rodzajowa pochodzi z języka greckiego: μαχαιρα makhaira – „nóż”; ῥαμφος rhamphos – „dziób”. Epitet gatunkowy alcinus oznacza „jak alka”, od rodzaju Alca Linnaeus, 1758.

### Podgatunki
Wyróżnia się trzy podgatunki M. alcinus:
- M. a. anderssoni (Gurney, JH Sr, 1866),
- M. a. alcinus Bonaparte, 1850,
- M. a. papuanus Mayr, 1940.

## Zasięg występowania
Poszczególne podgatunki zamieszkują:
- M. a. anderssoni – Afryka Subsaharyjska – od Senegambii na wschód do Somalii, na południe do Namibii i północnej RPA, Madagaskar
- M. a. alcinus – południowa Mjanma, zachodnia Tajlandia, Półwysep Malajski, Sumatra, Borneo i Celebes
- M. a. papuanus – południowa Nowa Gwinea

## Ekologia i zachowanie

### Polowanie
Nietoperze są podstawową zdobyczą gackożera, choć może on żywić się także małymi ptakami, takimi jak jaskółki, jerzyki i lelkowate, a nawet owadami. Poluje, ścigając ofiarę z dużą prędkością w locie. 49,3% polowań kończy się sukcesem. Nietoperze są chwytane za pomocą małych szponów i połykane w całości natychmiast podczas lotu. Metody polowania mogą być podobne do tych stosowanych przez myszołowa preriowego, który wykorzystuje różne rodzaje podejścia: Up-stream, Down-stream i Cross-stream (ang. powyżej, poniżej, przecinająco) oraz kierunki chwytania/pozycje ciała (manewry pitch down, pitch up i roll), aby schwytać zdobycz. Gackożery wykazują ponadto niezwykle szybkie tempo połykania, potrzebując średnio 6 sekund, aby ofiara trafiła do żołądka po schwytaniu.
Gackożery są aktywne o zmierzchu, wtedy też polują. Można je zaobserwować gnieżdżące się w pobliżu jaskini lub siedliska nietoperzy przed zapadnięciem zmroku. Żerują w locie i połykają ofiary w całości. Ten sposób odżywiania spowodował ewolucję niezwykle dużego otworu gębowego, największego wśród wszystkich drapieżników w stosunku do wielkości ciała. Jest on bardziej podobny do otworu gębowego ptaków owadożernych, które odżywiają się w ten sposób, takich jak jaskółki, jerzyki i lelkowate. Ewolucja dużego otworu gębowego jest prawdopodobnie spowodowana presją selekcyjną związaną z ograniczonym czasem żerowania. Ponieważ nietoperze pojawiają się w grupach o zmierzchu, gackożery mają do dyspozycji około 30 minut na polowanie. Duży otwór gębowy pozwala gackożerom na niezwykle szybkie żerowanie, często z wielokrotnym chwytaniem w czasie jednego polowania.
Nocny tryb życia, duży otwór gębowy i zdolność manewrowania w locie sprawiają, że gackożer jest dobrze przystosowany do polowania na wybraną przez siebie ofiarę. Ta nisza ekologiczna jest silnie eksploatowana przez gackożery, przez co ich konkurencja z innymi dziennymi ptakami szponiastymi jest minimalna.

### Rozmnażanie
Poszukiwanie partnera wiąże się z wieloma powietrznymi pokazami i akrobacjami. Gackożer buduje gniazdo z patyków zebranych w locie. Liczy ono około 90 cm średnicy i 30 cm głębokości. Samica jest samodzielnie odpowiedzialna za inkubację lęgu. Samiec często dzieli się z nią pokarmem. Około miesiąca po rozpoczęciu inkubacji młode wykluwają się jaj, a oboje rodzice pomagają w ich karmieniu. 30–45 dni po wykluciu młode stają się podlotami. Wkrótce potem opuszczają gniazdo. Gackożery zwykle składają jaja we wrześniu i październiku, prawdopodobnie wykorzystując fakt dostępności źródła pożywienia – łatwych do schwytania ciężarnych samic nietoperzy. Natomiast podloty korzystają z młodych nietoperzy, które niedawno wzbiły się w powietrze.

## Status zagrożenia
Ze względu na duży zasięg i stosunkowo stabilną populację, gackożer jest uznawany przez IUCN za gatunek najmniejszej troski. Jednak pojedyncze populacje są zagrożone, a w Republice Południowej Afryki jest on wymieniony jako zagrożony. Liczebność światowej populacji, według szacunków, mieści się w przedziale 670–6700 dorosłych osobników.